# 健民修錬所
健民修錬所（けんみんしゅうれんじょ）は、太平洋戦争期の大日本帝国において、国民の体力の管理を目指した国民体力法に基づいて設置された教練・療養施設である。1940年に制定された国民体力法は、17～19歳（のちに15～25歳）の全ての男子に対して体力検査を義務付けるものであったが、この中で「兵役に適さない者」とされた筋骨薄弱者・結核要注意者などを修錬所に集め、最大2ヶ月間の合宿形式の生活教練を施した。この制度・施設は1943年から1945年にわたって存続した。

## 背景
対外関係が悪化するなかで、陸軍省医務局長小泉親彦は1936年の徴兵身体検査交見会において「此の重大時局に処するの覚悟が必要」であり、そのために国民全体が徴兵合格に堪えるだけの体力を保持すべきであるとの持論を展開した。小泉は折からこうした兵業に堪えない青年の増加（壮丁体位の低下）の問題を取り上げ、衛生・保健の知識を活用した「人的戦力」の強化を掲げていた。他方では、国民に蔓延する結核が大きな問題となっており、政府の過去数度にわたる大規模な撲滅キャンペーンにもかかわらず、その罹患率は増加の一途をたどっていた。特に戦争の長期化・総力戦化が見込まれるなかで、結核患者の過半を占めていた15～40歳の青壮年層を守ることが、人的資源確保の上で重要視されていた。
小泉の働きかけによって1938年に設置された厚生省は、1939年に「国民体力管理法案」を取りまとめ、1940年4月8日に国民体力法を制定・公布するに至った。この法律は同年9月25日に施行された。
かくして成立した国民体力法は、もっぱら徴兵対象となる青年男子を念頭に置き、彼らを徴兵検査が課される20歳前の段階でふるいにかけ、その体力を管理することを狙いとしていた。同法に基づく体力向上策としては様々な仕方がありえるなかで、政府が実際に手を付けたのが筋骨薄弱者対策であった。ここに述べられている筋骨薄弱者とは、徴兵検査基準において丙種合格（事実上の兵役不適格）とされていた青年たちを指すが、日中戦争下の徴兵基準改正によって彼らが第二・第三乙種に格上げされたこと、またこのころから壮丁全体の体位が低下し始めたことから、その体力向上は焦眉の課題であった。1941年の時点では、「国民体力向上修錬会」と呼ばれる1週間程度の指導合宿が企画されたが、その対象は勤労青年のうち事情が許す者だけとされていた。
1941年12月の太平洋戦争の勃発とともに身体関連運動政策はいっそう強化され、第3次近衛内閣の厚生大臣に就任した小泉の下で、1942年4月から新たに「健民運動」が展開された。ここで示された「健民運動実施要綱」によれば、その目的は聖戦目的完遂の一助として人口増殖とその資質の向上を図ることにあった。この運動を背景として、施策の具体化を図るために1942年8月に閣議決定されたのが「結核対策要綱」であった。健民運動は、表向きは結核対策を旗印に掲げていたが、その内実は国民体力管理の徹底強化を意図したものであり、実際のところ結核と筋骨薄弱者との関係はなんら証明されていなかった。

## 設置
結核対策要綱のなかで、体力検査の結果筋骨薄弱者・軽症結核患者と判定された者の養護の強化と、そのために一定期間療養・修錬を併施する健民修錬の施設を作ることが定められた。一方、体力検査では疾病異常検診として特に結核に重点が置かれ、この後、長期にわたって日本の結核対策の基本となったツベルクリン反応検査・X線検査の集団検診方式が採用された。
健民修錬所の設立に関しては、既設の人員・資材を動員して新設新営は原則として行わないものとし、会社・工場・学校・寺社・旅館などの施設を買収ないし借り上げることとした。また、修錬期間を約2ヶ月とし、青少年を50～100人単位に編成して指導を行う方針が示された。修錬生の指導には所長・指導医・生活指導員・栄養指導員・保健婦などが当たることになった。これを受けた1942年12月の厚生省の予算編成では、結核対策の一環として、全国約1300ヶ所の修錬所の設置に3000万円を投じることが表明された。大日本体育会などが政府の運動に呼応し、国民体育指導者検定の制度を設けるなどして指導員の確保にあたった。
1943年4月8日に内務省と厚生省が「健民運動組織要綱」を通牒し、同年8月1日に全国一斉に健民修錬所が開設された。収容された青少年は17～19歳の学生および勤労学生で、筋骨薄弱者29万人・結核要注意者13万人の計42万人に上った。
経営主体の内訳は、帝国陸海軍と鉄道省・逓信省の経営が100ヶ所、都道府県営が340ヶ所、大学と高専が約360ヶ所、中等学校が340ヶ所、会社・工場が210ヶ所であった。またこれに先立って、中島飛行機や鐘淵デイゼルなどの工場では自社の勤労工に対して私営の修錬所が開設された。
筋骨薄弱者と結核要注意者とは別の修錬所が用意されたが、前者とくに工場の修錬所の場合、日課はおおむね次のようであった。朝礼・体操ののち8時から15時まで就業、夜に座談会や娯楽があり、夕方には週によって健康診査・機能診査・生活審査、保健に関する講話指導、個別指導などがある。勤労者は作業時間の短縮によって減収を来さないように、月額賃金の6割を支給するよう配慮されていた。

## 結果
2ヶ月に渡る修錬の結果、厚生省は、修錬生の胸囲・体重の増加や身体能力の向上、工場での生活態度や作業能率の改善が見られたと報告している。厚生省健民局の集計では、入所者の体力章検定の初級合格者は、平均17％から35%まで向上している。扇谷正造は八幡製鉄修錬所の報告を例に挙げ、修錬後の工場・事業所での評価も予想外に良好であったと述べている。一方石垣純二は、修錬後の体重増加が4～6ヶ月後の再検査では減少していたことを指摘し、修錬の実効は数年の経過観察を経てはじめて明らかになるものであって、虚弱青年の体質改善は緻密な処方を必要とする「殆んど前人未踏の難事業」であると論じた。
1944年の厚生省の計画では、修錬人員を増加する一方、徴兵を控えた19歳の筋骨薄弱者（1944年には「壮丁要鍛錬者」と呼称を変えた）を重点的に指導するとともに、食糧供給のために栽培農耕を行わせることとなった。また、体力章検定において青年標準以下と見なされる「級外乙」に当たる運動能力の低い者を「一般要鍛錬者」として修錬対象に加えることとした。他方で結核患者に対しては、即戦力養成の必要から可能なかぎり労働力として使用する方針が講究され、作業療法として患者に軽作業を行わせる奨健寮や病院工場が設置されることになった。
戦争も末期になると、地方議員からは「食事は南瓜以外になく訓練も妥当とは思えない。当局は子供達を丈夫にするために努力しているが、修練所へ行ってくると太るどころかむしろやせて帰ってくる」と訴えが出るなど、資源の不足が深刻化し、廃止される修錬所も現れた。このように、戦局が悪化し、資金や物資・食糧不足によって大半の修錬所が修錬期間の短縮を余儀なくされるなか、健民修錬所は筋骨薄弱者の精神鍛錬に重心を移していき、結核対策も結核の予防・撲滅から結核患者をいかに労働力として活用するかという点に目標が変化していった。
終戦とともに戦前に作られた組織や施設の見直しが行われるなかで、健民修錬所も廃止され、一部の修錬所は別の施設に引き継がれた。例えば、世田谷区の京王線桜上水駅付近にあった東部中央健民修錬所は、1942年に国民医療法に基づいて作られた日本医療団の所轄であったが、この施設は1946年には結核予防会に移管され、診療所として用いられた。国民体力法による体力検査は1946年に廃止され、1949年には同法も廃止された。

## 証言
手塚治虫は随筆『ガラスの地球を救え』において、1944年8月に兵庫県西宮市の一里山健民修錬所（書中では「国民体育訓練所」）に送られた経験を記している。また自伝的漫画『紙の砦』でも、教官ににらまれた生徒の特殊訓練所として同所が描かれている。手塚は厳しい教練とその環境の劣悪さから施設を「ラーゲリ」（強制収容所）と称しており、食事の乏しさに耐えかねて、夜間に鉄条網をくぐって修錬所を抜け出して実家に戻って食事をしていたと綴っている。ここで手塚は白癬症（皮膚病）に罹り、入所後1週間程度で治療のため自宅へと帰ることとなった。
ただし手塚の同級生であった泉谷は、彼の経験談に対して「彼は病気でつらい思いをしたということはあるにしても、鉄条網云々などということがあろうはずもなく、食事も世間がすでに配給制で乏しかった時期に、そこそこのものは支給された。日課や訓練はきびしかったが、結構合宿気分で楽しくやっていたというのは、他の学友たちの回想である。」と証言した上で、規律的な生活と病気が彼に恐怖心を植え付けたのだろうと分析している。
映画評論家の荻昌弘も自著において、1944年に第二乙種と判断されて熱海の健民修錬所の合宿に送られ、毎朝5時から夜まで丸一ヶ月しごき抜かれたことを記している。熱海再訪の際に「ふりかえると、今でも胸の底に、このしごきというよりイジメの息苦しさと、居丈高な指導員への憤りが、鉛みたいな玉に固まってくる。」と語っている。